# Ardian Bujupi
Ardian Bujupi (Priština, 28 aprile 1991) è un cantante tedesco di etnia albanese kosovara.

## Biografia
Nato a Priština, nell'allora Kosovo jugoslavo, crebbe Hemsbach, città tedesca vicino a Heidelberg, dopo la dissoluzione del Paese.
Ha partecipato a Festivali i Këngës nel novembre 2012, l'evento atto a selezionare il rappresentante albanese all'Eurovision Song Contest, presentando l'inedito I çmendur për ty.
Sette album in studio su otto sono entrati nella Schweizer Hitparade, di essi cinque hanno raggiunto la top 40 della classifica; quello miglior posizionato è stato Ardicted (24ª posizione; 2015). Ha conseguito dieci ingressi nella hit parade relativa ai brani, ottenendo una certificazione d'oro dalla IFPI Schweiz equivalente a 10 000 unità vendute per Wie im Traum.

## Discografia

### Album in studio
- 2011 – To the Top
- 2015 – Ardicted
- 2017 – Melodia
- 2018 – Arigato
- 2019 – Rahat
- 2021 – 10
- 2022 – Aventura
- 2024 – Vegeta

### EP
- 2019 – Luna EP

### Singoli
- 2015 – Ewig
- 2016 – Na jena njo (con Dalool)
- 2016 – E embel (con Dalool)
- 2017 – Kiss Kiss (con DJ R'an feat. Mohombi & Big Ali)
- 2017 – Keiner
- 2017 – Alleles
- 2017 – Andiamo (con Capital T)
- 2017 – Repeat (con Kurdo)
- 2017 – Aladdin (con Eno)
- 2018 – Supermodels
- 2018 – Primadonna
- 2018 – Côte d'Azur (feat. Hooss)
- 2018 – Arigato
- 2018 – Cika cika (con Xhensila e Master HP)
- 2018 – San Andreas (con Remoe)
- 2018 – Varadero (con AriBeatz e Ozel)
- 2018 – Kalle (con Gent)
- 2018 – Guns & Roses (con Helly Luv)
- 2019 – Zina
- 2019 – Arrita
- 2019 – Million (con Ricky Rich e Kids of Revolution)
- 2019 – Kein Ende (con Payy)
- 2020 – Ohne Warnung
- 2020 – Modela
- 2020 – Panorama (con Xhensila)
- 2020 – Reggaeton
- 2020 – Juliet
- 2020 – Jepi (con Gent)
- 2020 – Nur noch einmal
- 2021 – Nichts für Immer (feat. NGEE)
- 2021 – Ka je bonita
- 2021 – Adrenalina (con Finem)
- 2021 – Private Room (con Fousy)
- 2021 – Pina Whiskey
- 2021 – 4 AM (con Payy)
- 2022 – Wenn du weinst (con Coach Bennet)
- 2022 – Tranova
- 2022 – Lotto
- 2022 – Benzin (con Fero47)
- 2022 – Atlantik
- 2023 – 3 Panamera
- 2023 – Maria
- 2023 – Wo bist du? (con Mario Novembre)
- 2023 – Skena koh
- 2023 – Valle Kosovare (feat. Shpat Kasapi)
- 2023 – Ku Jena
- 2023 – Kilometra (con DJ Gimi-O)
- 2023 – O jetë (con Tayna)
- 2024 – Paparazzi
- 2024 – Nona
- 2024 – Teuer
- 2024 – Ma Bebe (feat. L.A.X)
- 2024 – Lamtumir (con Xhensila e Noizy)
- 2024 – Sekret (con Elgit Doda)
- 2024 – Yarnana (con The Ironix)
- 2024 – Kosova (con The Ironix)
- 2024 – Manyak (con Emil Rosé)
- 2024 – OMW (con Rina)
- 2025 – Mit ihm
- 2025 – La Catrina (con i Made e Xabur)
- 2025 – Late Night Call